# Rachel Bragg
Rachel Bragg (ur. 11 grudnia 1984) – brytyjska siatkarka grająca jako przyjmująca. Obecnie występuje w drużynie TV Fischbek Hamburg.